# 羅恩·馬琳內
羅納德·查爾斯·「羅恩」·馬琳內（英語：Ronald Charles "Ron" Marlenee；1935年8月8日—），是美國共和黨籍的政治人物，曾在1977年1月3日至1993年1月3日期間擔任聯邦眾議院蒙大拿州第二國會選區代表議員。
馬琳內於蒙大拿州斯科比出生，曾就讀丹尼爾斯縣的公立學校，之後曾進入波茲曼市的蒙大拿州立大學、米蘇拉市的蒙大拿大學和艾奥瓦州梅森城的賴施拍賣學院（Reisch School of Auctioneering）學習。
馬琳內是一名拍賣師，農夫和牧場主，後來加入共和黨參與政治，在丹尼爾斯縣擔任數個黨職：1975年至1976年成為蒙大拿州共和黨委員會執行委員會第二選區成員、1976年當選第九十六屆聯邦眾議院議員，任期自1977年1月3日至1993年1月3日。環保主義者對馬琳內的投票記錄感到不滿，並於1992年被環境行動評為國會的「十二金剛」（Dirty Dozen）之一。
1990年年人口普查過後，蒙大拿州人口減少導致該州被削減議席為單一議席選區。他和第一國會選區議員、屬民主黨的帕特·威廉姆斯競逐改制之後的單一議席，但最後敗選。

## 延伸閱讀
- Ron Marlenee Congressional Papers, (1977-1992), Merrill G. Burlingame Special Collections Library, Montana State University Collection website （页面存档备份，存于）
- C-SPAN內的頁面（英文）

| 美国众议院           | 美国众议院                                     | 美国众议院 |
| -------------------- | ---------------------------------------------- | ---------- |
| 前任者： 湯姆·貝維爾 | 蒙大拿州第二國會選區 眾議院議員 1977年－1993年 | 選區取消   |